# Jitka Nováčková
Jitka Nováčková (České_Budějovice, 28 aprile 1992) è una modella ceca, incoronata Miss Repubblica Ceca 2011 a Praga il 19 marzo 2011, dove ha battuto le altre tredici rappresentanti regionali, ottenendo il diritto di rappresentare la Repubblica Ceca a Miss Universo.
La Novackova aveva già esperienze da modella professionista, avendo iniziato a lavorare nel settore all'età di nove anni. In precedenza era stata anche semifinalista al concorso Elite Model Look Czech Republic 2009, e la testimonial dell'azienda di abbigliamento sportivo Nordlbanc nella sua campagna primavera/estate 2009, diffusa in Repubblica Ceca e Slovacchia.
In qualità di rappresentante ufficiale della  Repubblica Ceca, Jitka Nováčková ha partecipato al concorso di bellezza internazionale Miss Universo 2011, che si è tenuto a São Paulo, in Brasile il 12 settembre 2011.